# Dossale di San Francesco e sei miracoli
Il dossale di San Francesco e sei miracoli è un dipinto a tempera e oro su tavola (155x132,5 cm) di Giunta Pisano, databile al 1255 circa e conservata nel Museo nazionale di San Matteo a Pisa.

## Storia
Fu dipinto per la chiesa di San Francesco a Pisa, a pochi decenni di distanza dalla canonizzazione di san Francesco (1228).
Il libro di Antonio Billi, l'anonimo Magliabechiano, le due edizioni delle Vite del Vasari, il Gelli e il Borghini ricordano tutti in San Francesco a Pisa un San Francesco "di Cimabue", ma l'identificazione con la tavola oggi riferita a Giunta non è certa.
La prima menzione sicura del dipinto risale al 7 marzo 1631, quando venne portata in processione solenne per le vie cittadine per scongiurare il contagio di una malattia che aveva colpito il convento. Dal 1631 il dossale è ricordato nella Cappella della famiglia Agostini Fantini Venerosi della Seta, già Cinquini sotto il titolo di Santa Maria Maddalena, coperta da una tenda ed esposta solo in particolari solennità.
Nel descrizione della chiesa e sacrestia di San Francesco si legge:
"[...] Essendosi molto tempo fa estinta la famiglia Cinquini, la cappella fu da frati concessa alla famiglia della Seta e tal concessione risultò in ornamento della Chiesa e utile del Convento perché Pietro Seta non solo la dotò, ma di più lascio a' suoi eredi obbligo di fabbricarlo con magnificenza, spendovi quattro mille scudi [...] Alla fine dopo l'anno 1630 s.p., fu messo mano al lavoro, e riuscì la cappella di tutte le altre la più vaga e ricca per i marmi e per le pitture. [...] Questa cappella era già sotto il titolo di S. Maria Maddalena, e ne libri del Convento è mentovata sin dal 1400. Su l'altare di essa lungo tempo è stata una tavola molto bella, nella quale si rappresentava l'apparizione di Christo alla Maddalena in forma d'ortolano dipinta dal Lomi pittore celebre, ed inoltre vi si conservava l'antica immagine di s. Francesco dipinta da Cimabue, per causa della quale nel 1468 vi fu istituito la confraternita di Cordigieri [...]".
Il dossale, salvatosi dalle confische napoleoniche per l'intervento di Andrea Agostini, fu rimosso dalla chiesa a seguito della legge nr. 384/1861, quando la chiesa e il convento di San Francesco furono sconsacrati e destinati a caserma militare. Tutti gli oggetti, i quadri e gli ornamenti vennero pertanto ufficialmente ritirati dalle famiglie, che vi avevano esercitato i diritti di patronato, come emerge dall'inventario redatto dall'ultimo priore. Il dossale, restituito nel 1901 alla chiesa “per il solo uso del culto”, fu musealizzato alla fine del XX secolo.

### Vicende attributive
L'attribuzione a Giunta è concordemente condivisa, sebbene l'opera, con lo spiccato gusto narrativo delle scene minori, sia un fatto raro nella sua produzione, assente del tutto in quella documentata.
Fu il Da Morrona (1793) il primo a respingere la tradizionale attribuzione a Cimabue e fare il nome di Giunta, artista da lui riscoperto ad Assisi. Il valore artistico dell'opera ha dato luogo a pareri anche molto divergenti: Roberto Longhi (1948) la stroncò come "ignobile" per la ripetitività dei tipi, mentre Garrison (1949) la ricordò come una delle migliori opere del secolo XIII, attribuibile a uno stretto seguace di Giunta; Boskovits (1973) e Tartuferi (1991) sostennero l'attribuzione a Giunta con maggior convinzione, riferendogli per confronto anche il dossale del museo del Tesoro della basilica di San Francesco e, più dubitativamente, il dossale nella Pinacoteca Vaticana; la datazione l'anteponevano al 1235 circa o prima. Ciò si scontra però col fatto che due dei miracoli rappresentati nella tavola pisana sono messi per iscritto per la prima volta da Tommaso da Celano nel 1253, anche se erano certamente noti nell'ambiente assisiate, che anche Giunta aveva frequentato. A quella data però si riferiva tradizionalmente Giunta come già morto, ma un documento scoperto di recente lo attesta a Pisa ancora negli anni sessanta del Duecento; non appare quindi inverosimile una possibile realizzazione del dossale di San Francesco al 1255 circa.
Scarpellini, con riguardo ai tre dossali, ipotizzò che fossero stati realizzati tutti ad Assisi, in una bottega specializzata in questo tipo di rappresentazioni.
Tra quelli che ascrivono l'opera a un maestro pisano anonimo ci sono Mario Salmi (1910, con una datazione anteriore al 1250), Sirén (1922, che l'accostò alla Croce di San Pierino e a Ugolino di Tedice); seguirono poi Carli (1986) e Caleca (1994), che parlarono di un seguace di Giunta. Tali dubbi sono legati una minore intensità drammatica delle composizioni, rispetto ai più noti crocifissi giunteschi.
Tuttavia, dopo i restauri del 1986 e del 2003, l'attribuzione a Giunta ha trovato una maggiore consistenza.

## Descrizione e stile

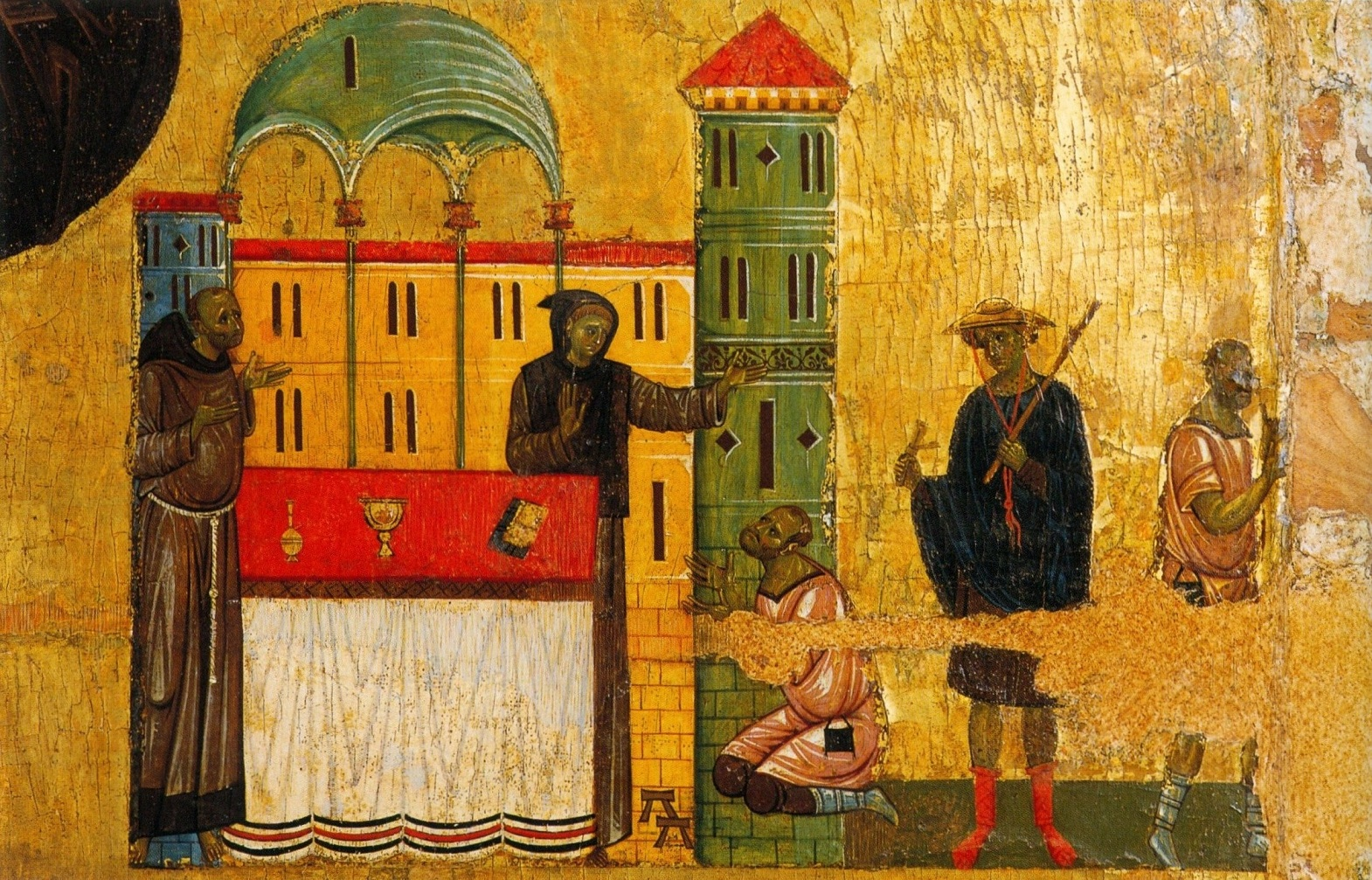
Guarigione dello storpio

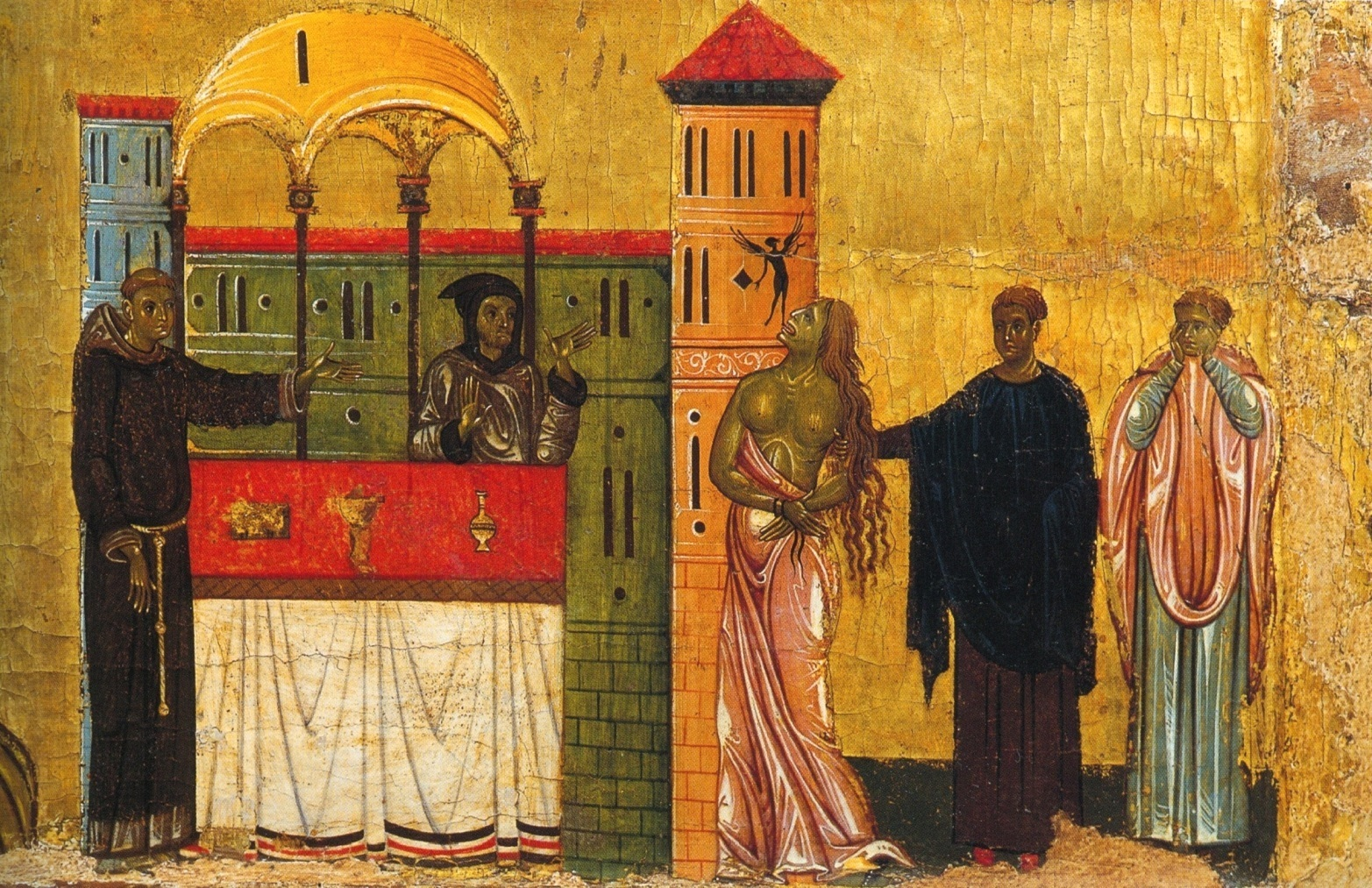
Guarigione dell'indemoniata

Si tratta di un'antica testimonianza in Occidente di tavola cuspidata con santi a figura intera affiancati da storie della loro vita. Sicuramente successivo al San Francesco e storie della sua vita di Bonaventura Berlinghieri a Pescia (1235), di cui non condivide lo schematismo grafico, il dossale di Giunta mostra il santo in una posizione ripresa dai Cristi Pantocrator, con il libro nella mano sinistra e la destra che benedice, rivelando le stimmate.
Due angeli simmetrici riempiono gli spazi triangolari della cuspide. Seguono, leggibili dall'alto verso il basso e da sinistra la destra, sei scene miracolose legate alle guarigioni effettuate dal santo:
- Guarigione della bambina dal collo torto
- Vicenda della giovane deformata
- Guarigione miracolosa della donna afflitta da una fistola al seno
- Guarigione dello storpio
- Guarigione dello zoppo
- Guarigione dell'indemoniata

In queste scene i fondi si ripetono in maniera pressoché speculare, per incoraggiare la lettura per file, da sinistra a destra.